# Szenische Künste
Szenische Künste ist ein Bachelor-Studiengang am Kulturcampus Domäne Marienburg der Universität Hildesheim. Im Gegensatz zu klassischen Regie-Studiengängen ist das Studium interdisziplinär ausgerichtet und verhandelt Inszenierungen im weitesten Sinne vor dem Hintergrund der verschiedenen Künste sowie kulturwissenschaftlichen Fragestellungen und aktuellen gesellschaftlichen Phänomenen.
Die Universität Hildesheim ist derzeit die einzige Universität, die diesen Studiengang in Deutschland anbietet. Zentrales Merkmal des Studiums im Fachbereich II Kulturwissenschaft & Ästhetische Kommunikation ist das Konzept der Verschränkung von Theorie und Praxis, das die Grundlage für die Szenische Forschung und die Ausbildung entsprechender Akteure bietet.

## Aufbau des Bachelor-Studiengangs
Nach erfolgreichem Absolvieren einer dreistufigen Eignungsprüfung werden jedes Jahr zum Wintersemester ca. 15 Studierende aufgenommen.
Die Studierenden belegen ein Hauptfach (Theater oder Medien/Film) und wählen drei weitere Nebenfächer aus dem Lehrangebot des Fachbereichs; zur Auswahl stehen Literatur, Musik, Bildende Kunst, Philosophie, sowie Kulturpolitik. Hinzu kommen kulturwissenschaftliche Grundlagen und verpflichtende Praktika, außerdem eigene im Rahmen des Studiums betreute Projekte. Das Studium führt zum Abschluss des Bachelor of Arts.

## Konsekutive Master-Studiengänge
Als konsekutive Master-Studiengänge werden an der Universität Hildesheim die Studiengänge M.A. Inszenierung der Künste und Medien, M.A. Kulturvermittlung, M.A. Literarisches Schreiben und M.A. Philosophie und Künste interkulturell angeboten. Möglich ist auch der Anschluss eines Studiums in den Feldern der Theater-, Medien- und Kulturwissenschaften.
Im Anschluss an den Master gibt es die Möglichkeit, am Fachbereich II zu promovieren. Der allgemeine Promotionsabschluss ist der Doktor der Philosophie (Dr. phil.).

## Arbeitsfelder & Perspektiven
Die Absolventen arbeiten vor allem in den Bereichen der Theater- und Medienproduktion (Regie & Dramaturgie), sowie in der Presse- und Öffentlichkeitsarbeit, als Journalisten oder als Theaterpädagogen. Absolventen arbeiten auch in der Vermittlung und Koordination verschiedener künstlerischer Bereiche, z. B. bei der Konzeption von Festivals oder Ausstellungen.
Auch die selbstständige Kunstproduktion in der Freien Szene stellt eine Perspektive für Absolventen dar, z. B. in Performance-Kollektiven.

## Weiterführende Links
- Kulturpraxis-Blog der Studierenden am Fachbereich II
- Instagram-Auftritt des Kulturcampus
- Wikipedia-Eintrag (Marjorie) des Schwesterstudiengangs "Kulturwissenschaften und Ästhetische Praxis"